# منطق جدلي

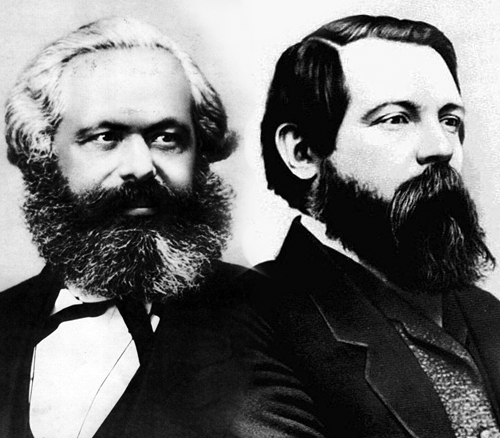

المنطق الجدلي هو منطق تفكير علمي، يعتمد على قوانين الدياليكتيك Dialectics الثلاثة في تفسير الظواهر والأحداث. وقوانين الدياليكتيك هي منطق التفكير الخالص في المنطق الجدلي، ويقوم أتباع المنطق الجدلي بتفسير كافة الظواهر والعلوم وفق قوانين الدياليكتيك الثلاثة، وقوانين الدياليكتيك هي:
1. وحدة صراع المتناقضات
2. تحول الكم إلى كيف
3. نفي النفي

و يعتبر الفيلسوف الألماني هيجل مؤسس الفلسفة الجدلية، وكارل ماركس مؤسسس المادية الجدلية حيث أخذ المنطق الجدلي بنيته المادية ليصبح أساس للتفكير الماركسي، هذا ويعتمد الماركسيين المنطق الجدلي أساساً لتفسير ظواهر العلم والعالم.